# Berç Keresteciyan Türker
Berç Keresteciyan Türker, né en 1870 à Constantinople et mort le 27 juillet 1949 dans la même ville, devenue Istanbul, est un banquier et un homme politique arménien de nationalité turque.

## Biographie
Directeur de l’agence de la Banque ottomane à Salonique, Berç Keresteciyan devient ensuite directeur général adjoint de cet établissement, à Constantinople, et enfin directeur général au début de la Première Guerre mondiale (poste qu'il occupe jusqu'aux années 1920). En 1919, il fait avertir Mustafa Kemal Atatürk que le navire que ce dernier veut prendre doit être coulé. Vice-président du Croissant rouge turc, il participe à l’approvisionnement, en médicaments et en armes, des troupes kémalistes, pendant la guerre d’indépendance turque. Il participe également à leur financement.
En janvier 1923, il est cofondateur de l'Association pour l'amitié turco-arménienne (Türk-Ermeni Teali Cemiyeti), avec des personnalités telles que le préfet de Constantinople de l'époque, Ziya Bey, et le vicaire du patriarche arménien S. Kazazian.
Après 1923 et l’établissement de la République turque, il travaille pour la Ziraat Bankası, le crédit agricole turc. En 1934, « Türker » (« le Turc valeureux ») est ajouté à son patronyme. Il est élu député (sans étiquette) d’Afyon en 1935, avec le soutien de Kemal Atatürk. Réélu en 1939 et 1943, il se retire de la vie publique à l’occasion des élections législatives anticipées de 1946, et meurt à Istanbul trois ans plus tard.

## Galerie

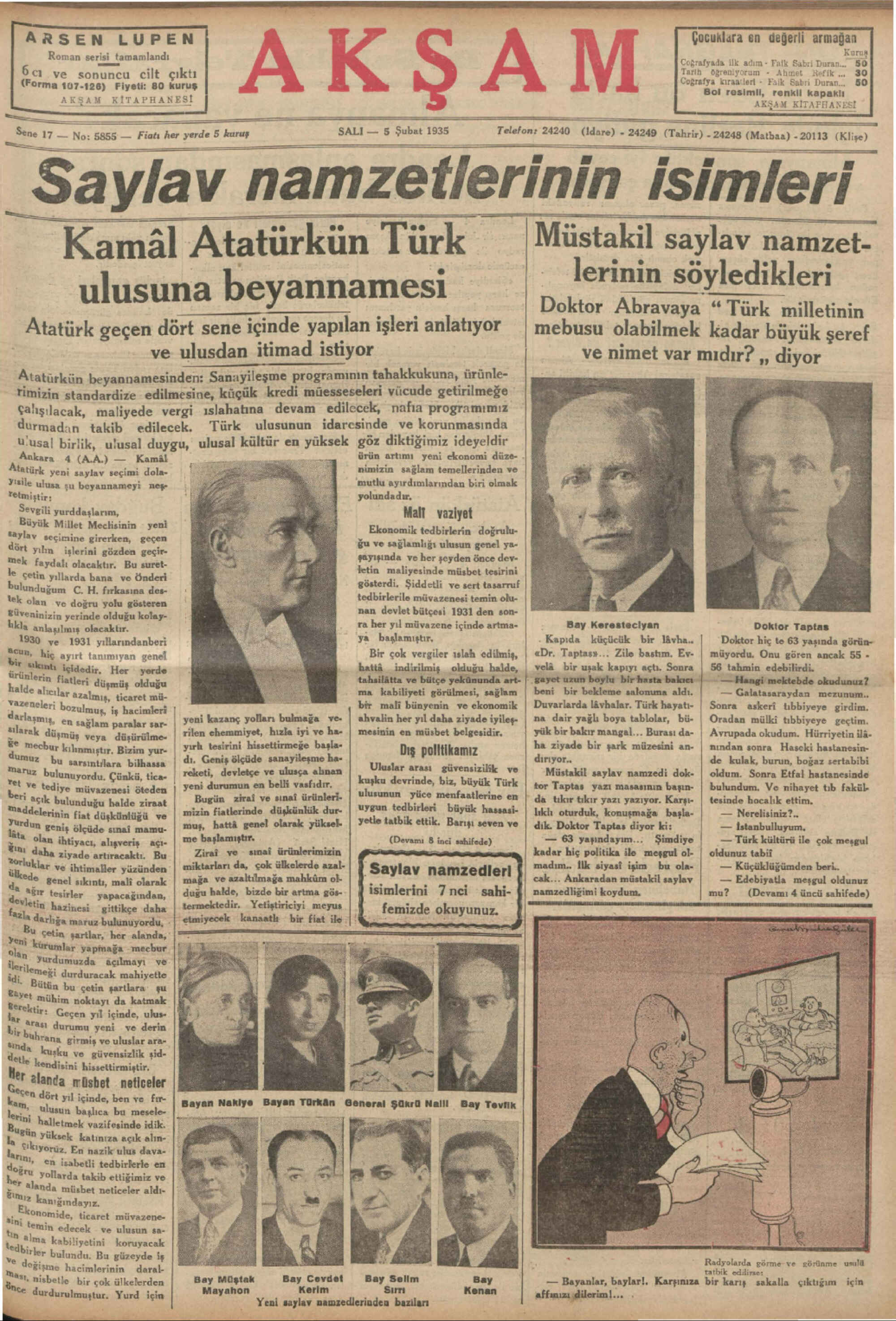
Premières élections des minorités de Turquie - Akşam, 1935 (Atatürk, Berç Keresteciyan et Nikola Taptas).
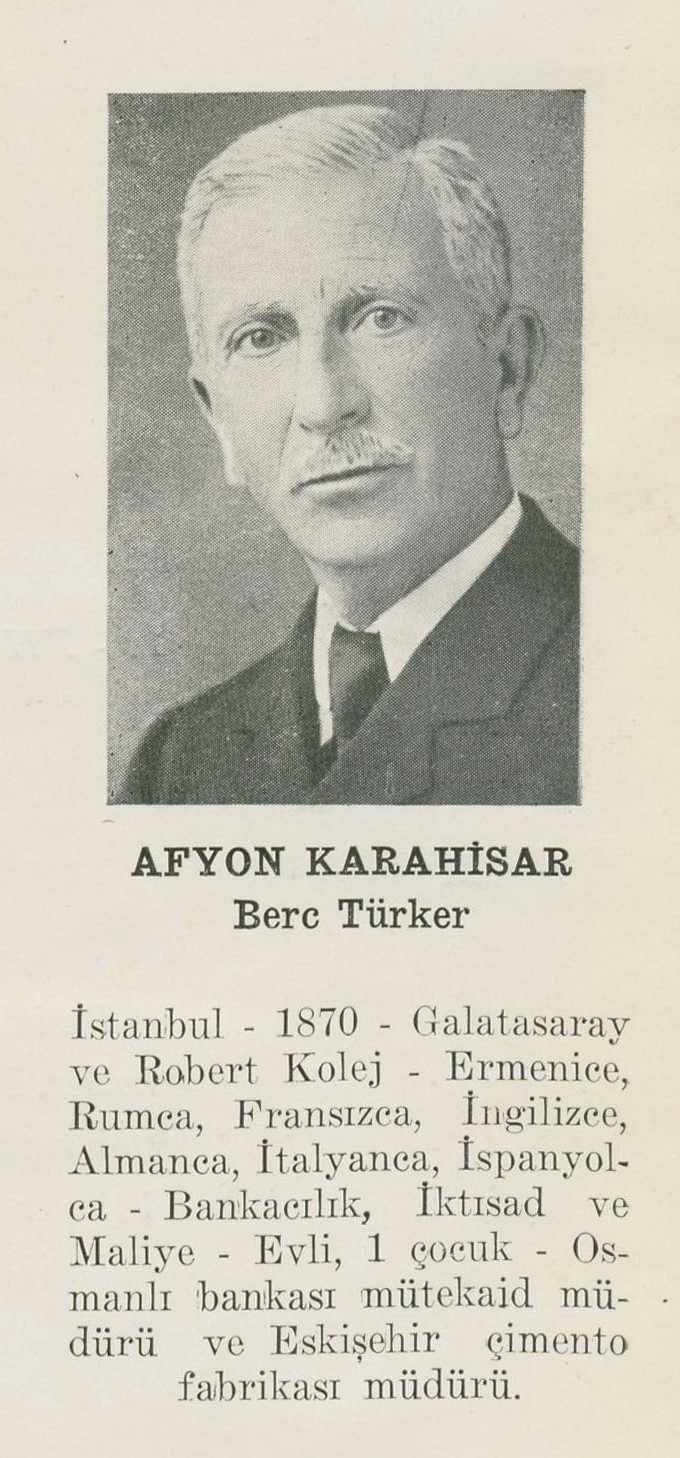
Berç Keresteciyan Türker - élu de la minorité arménienne, 1935.